# Рифи Лесгафта
Ри́фи Ле́сгафта (рос. Рифы Лесгафта) — група островів в Північному Льодовитому океані, у складі архіпелагу Земля Франца-Йосифа. Адміністративно належать до Приморського району Архангельської області Росії.

## Географія
Острови знаходяться в північній частині архіпелагу, входять до складу Землі Зичі. Розташовані у вході до протоки Скотт-Келті.
Складаються з 7 невеликих витягнутих островів, які не вкриті льодом. На більших островах знаходяться кам'янисті розсипи.

## Історія
Острови названі на честь педагога, анатома та лікаря Петра Лесгафта, засновника наукової системи фізичної освіти.